# Jan VI Kantakuzen
Jan VI Kantakuzen, gr. Ιωάννης ΣΤ' Καντακουζηνός (ur. w 1294 lub 1295 w Konstantynopolu, zm. 15 czerwca 1383 w Mistrze) – cesarz bizantyński w latach 1347–1354, od 1325 wielki domestyk.
W 1321 w wojnie Andronika III z Andronikiem II stanął po stronie tego pierwszego, a po jego zwycięstwie Janowi zostały powierzone rządy w państwie. Pochodząc z bogatej rodziny osiadłej na Peloponezie był w stanie z własnych funduszy dbać o rozwój floty. Walczył w 1329 bezskutecznie w Azji Mniejszej, uczestniczył w kampanii zwieńczonej sukcesem (odzyskanie Tesalii i Epiru). Po śmierci Andronika III (15 czerwca 1341) chciał zostać regentem w imieniu Jana V. Napotkał opór ze strony Anny Sabaudzkiej, patriarchy Kalekasa i Aleksego Apokauka, którzy przejęli regencję. Okrzyknięty został przez wojsko cesarzem w Didymotyce 26 października 1341. Rok później sprzymierzył się z królem serbskim Stefanem Duszanem; po rozpadzie sojuszu jego kolejnym partnerem był Umur, emir Aydinu. Następnie, w 1346, zawarł układ z sułtanem tureckim Orchanem. Wzmocniony tym sojuszem koronował się w Adrianopolu, po roku (3 lutego 1347) został uznany cesarzem w Konstantynopolu, koronowany zaś 13 maja 1347. W trzy lata po koronacji podporządkował sobie Tesalonikę, nie zdołał jednak ocalić granicy przed swoim dawnym sojusznikiem Stefanem IV Duszanem. Prowadził aktywną politykę dynastyczną, mianował swego starszego syna Mateusza cesarzem, zaś młodszego, Manuela, despotą Morei. Wobec rosnących aspiracji Jana V Paleologa nie zdołał utrzymać rządów i abdykował w listopadzie 1354. Wstąpił następnie do klasztoru i jako mnich Joazaf dożył tam później starości. Uczestniczył w sporach religijnych tamtych czasów.
Był utalentowanym dyplomatą i wodzem, ale także płodnym pisarzem. Napisał Dzieje, będące kroniką czasów od 1320 do 1354, a fragmentami aż do 1364. Pozostawił także liczne dzieła teologiczne, w których zwalczał islam i judaizm, był wielkim orędownikiem hezychazmu.

## Megadomestyk

### Wojny z Andronikiem II

Despotat Morei ok. 1450 r.

Jan był synem Michała Kantakuzena i Teodory Angeliny Paleologiny. Urodził się około 1295. Jego ojciec od 1308 do swej przedwczesnej śmierci w 1316, zarządzał Moreą. Jan należał do grona młodych arystokratów związanych z wnukiem cesarza Andronika II – przyszłym cesarzem Andronikiem III. Lekkomyślny tryb życia młodego Andronika, jego rozwiązłość i marnotrawstwo, a z drugiej strony ciążąca młodzieńcowi opieka dziadka prowadziły do licznych napięć i urazów. Nieszczęśliwy koniec jednej z przygód wnuka, w wyniku której został omyłkowo zabity młodszy brat Andronika, Manuel, doprowadził do otwartego konfliktu. Rozgniewany Andronik II pozbawił wnuka praw do tronu. Po stronie Andronika III stanęła młoda arystokracja bizantyńska: oprócz Kantakuzena wywodzący się z Kumanów, a spokrewniony przez matkę z dworem cesarskim, Syrgianes oraz dowódcy wojsk z Tracji i Macedonii (Teodor Synaden i Aleksy Apokauk). Kantakuzen wykorzystał nabyte wcześniej za duże pieniądze stanowisko prefekta Tracji do organizowania oporu przeciw rządowi w Konstantynopolu. Młodego Andronika poparła ludność Tracji zmęczona niepowodzeniami Andronika II i prowadzoną przez niego polityką oszczędności. Na Wielkanoc w 1321 cesarz stanął na czele armii zebranej w Adrianopolu. Zebrana przez młodego Andronika armia, pomaszerowała tymczasem pod dowództwem Syrgianesa na Konstantynopol. Ostatecznie, z obawy przed powstaniem w stolicy, Andronik II zawarł pokój, w wyniku którego doszło do podziału państwa między walczące strony. Wnuk cesarza otrzymał Trację i niektóre okręgi w Macedonii.
Kantakuzen został mianowany megadomestykiem, Syrgianes natomiast megaduksem. W krótkim czasie doszło do tarć między dwoma głównymi współpracownikami młodszego Andronika. Gdy Andronik stanął po stronie Kantakuzena, Syrgianes przeszedł do obozu cesarskiego. W 1322 wojna rozgorzała na nowo. Opinia ludności coraz bardziej przechylała się na stronę młodego władcy, tym bardziej że nie szczędził on obietnic. Poddały mu się nawet miasta leżące w pobliżu Konstantynopola. Kolejne porozumienie zachowywało status quo, a Andronik II przyznał wnukowi tytuł współcesarza. Uroczysta koronacja miała miejsce 2 lutego 1325.
Po raz trzeci wojna wybuchła w marcu 1327. Jej właściwym przywódcą był Kantakuzen. Andronik II rozpoczął w przymierzu z Serbami działania w Macedonii, doprowadzając do tego, że cała Macedonia opowiedziała się po stronie młodszego z Androników. Jego zwierzchnictwo uznała również Tesalonika. W styczniu 1328 Andronik III wraz z Kantakuzenem uroczyście wkroczyli do Tesaloniki. Przejściowo na stronę Andronika II przeszedł car bułgarski, dotąd związany z Andronikiem III. Ostatecznie jednak wycofał się ze współdziałania ze starym cesarzem. 24 maja 1328 Andronik III wkroczył bez walki do Konstantynopola. Andronik Starszy abdykował.

### Szef rządu
W nowej sytuacji Kantakuzen został faktycznym kierownikiem państwa. Andronik poświęcił się sprawom wojska, ster rządów oddając w ręce swego megadomestyka. Po zakończeniu działań wojennych nowemu rządowi przyszło się borykać z poważnym kryzysem finansowym wywołanym dalszym spadkiem wartości monety złotej, musiał więc Kantakuzen odstąpić od wcześniejszych obietnic i powrócić do dawnego kursu gospodarczego, wyznaczonego przez obalony rząd. Częściowym powodzeniem zakończyła się natomiast reforma sądownictwa mająca na celu ograniczenie przekupstwa wśród bizantyńskich sędziów. W 1329 zostało powołane najwyższe kolegium sądowe złożone z czterech członków: dwóch duchownych i dwóch świeckich. Generalni sędziowie rzymscy (katholikoi kritai ton Romaion) otrzymali prawo kontroli całego aparatu sądowniczego, a ich werdykty były ostateczne.
W 1329 Andronik III i Kantakuzen na czele dwutysięcznego oddziału wyruszyli na pomoc oblężonej przez Osmana Nikei. Zostali jednak rozbici w bitwie pod Filokreną. W 1331 Nikea poddała się Turkom. W 1337 padła Nikomedia. W ręku bizantyńskim na azjatyckim brzegu pozostały tylko Filadelfia i Heraklea Pontyjska. Napór Osmanów od wschodu skłonił Kantakuzena do zacieśnienia współpracy z emirami seldżuckimi, podobnie jak Bizancjum, zagrożonymi ekspansją Turków osmańskich. Pozwoliło to rządowi cesarstwa podjąć działania zmierzające do zerwania sojuszu z Genueńczykami i odzyskania niezależności handlowej i morskiej oraz wysp w basenie Morza Egejskiego. Wymagało to jednak najpierw odbudowania floty cesarskiej. Ponieważ skarb państwa był pusty. rozbudowę floty sfinansowali Kantakuzen i pozostali magnaci. Przy pomocy Seldżuków flota cesarska opanowała w 1339 wyspę Chios rządzoną przez genueńską rodzinę Zaccaria. Władzę cesarską uznała też znajdująca się w ręku genueńskim Fokea. Dzięki pomocy emirów seldżuckich cesarstwu udało się również uchronić przed atakiem łacinników wyspę Lesbos.
Wzrost potęgi państwa serbskiego doprowadził rząd bizantyński do zacieśnienia związków z Bułgarią. Armia bułgarska została jednak rozbita w bitwie pod Welbużdem 28 lipca 1330, zanim jeszcze do działań wojennych włączyły się oddziały bizantyńskie. W wyniku klęski Bułgarii w następnych latach król serbski Stefan Duszan przy pomocy Syrgianesa opanował główne twierdze Macedonii: Ochrydę, Prilep, Strumicę, Kastorię i Wodenę. Pokój zawarty w sierpniu 1334 przyznawał Serbii Macedonię Wardarską z Ochrydą, Prilepem i Strumicą.
W 1333 zmarł najpotężniejszy z książąt tesalskich, Stefan Gabrielopul Melisen. Chaos, który zapanował w Tesalii, wykorzystał namiestnik cesarski w Tesalonice, Synaden, a wkrótce podążył za nim cesarz. W wyniku wyprawy bizantyńskiej Tesalia została przyłączona do cesarstwa. Despota Epiru Jan II Orsini, który próbował zagarnąć zachodnią część Tesalii, został odparty. Wkrótce potem (1335) został otruty przez żonę Annę. Andronik III z Kantakuzenem na czele silnej armii, której trzon stanowiły oddziały tureckie, przeszli Tesalię, stłumili powstanie w Albanii i wcielili do cesarstwa Epir i Akarnanię (1337). Anna i jej małoletni syn Nicefor, ogłoszony przez matkę despotą Epiru, zostali wywiezieni do Tesaloniki. Administrację w podbitym kraju przejął namiestnik cesarski protostrator Synaden.
W 1339 andegaweński zarządca Draczu wzniecił w Epirze powstanie mające przywrócić władzę Orsinim. Nicefor II został proklamowany w Arcie władcą Epiru, a Synaden znalazł się w więzieniu. Za wspieranym przez łacinników despotesem opowiedziały się jednak tylko nieliczne miasta, tak że wiosną 1340 Andronik III i Kantakuzen bez trudu opanowali sytuację, wkraczając do Epiru na czele niewielkiej armii. Nicefor II powrócił do Tesaloniki. Kantakuzen w swoim dziele z entuzjazmem wypowiada się o tym sukcesie, wskazując że mimo wielu wysiłków nie byli go w stanie osiągnąć poprzedni cesarze.

## Antycesarz

### Początek nowej wojny domowej

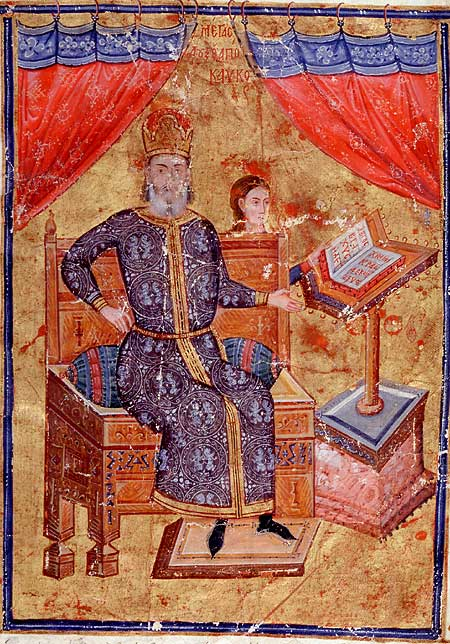
Aleksy Apokauk w stroju urzędowym

15 czerwca 1341 zmarł Andronik III, pozostawiając 9-letniego syna Jana. Kantakuzen, jako faktyczny kierownik państwa, wystąpił z roszczeniami do objęcia regencji jako najbliższy przyjaciel zmarłego cesarza. Przeciwko Kantakuzenowi zawiązała się opozycja sformowana wokół cesarzowej – wdowy Anny Sabaudzkiej, patriarchy Konstantynopola Jana Kalekasa i Aleksego Apokauka, który wyróżnił się w ostatniej wojnie domowej, a dzięki Kantakuzenowi doszedł do majątku i zaszczytów.
Trudną sytuację cesarstwa wykorzystali jego sąsiedzi. Turcy najechali wybrzeże Tracji. Serbowie oblegli Tesalonikę. Przygotowania do wojny podjęli również Bułgarzy. Kantakuzen przywrócił pokój na czele zwerbowanych na własny koszt oddziałów. Do megaduksa przybyło też poselstwo baronów francuskich, skłóconych z rządzącą Księstwem Achai florencką rodziną Acciaiuoli. Posłowie zgłosili gotowość poddania Achai pod zwierzchnictwo bizantyńskie. Powstała w ten sposób możliwość dalszego wzmocnienia pozycji Bizancjum w Grecji. Plany te nie doczekały się jednak realizacji. Korzystając bowiem z nieobecności Kantakuzena w stolicy, opozycja dokonała zamachu stanu. Megaduks został ogłoszony wrogiem ojczyzny, zburzono jego dom, rozgrabiono majątek, a zwolenników, którzy nie zdołali zbiec, wtrącono do więzienia. Regencję objęli cesarzowa Anna i patriarcha Jan, a Aleksy Apokauk został wyniesiony do godności megaduksa, obejmując zarząd nad stolicą i sąsiednimi miastami i wyspami. Jego władza w Konstantynopolu w krótkim czasie przybrała znamiona dyktatury.
Kantakuzen 26 października 1341 w Didymotyce pozwolił się obwołać cesarzem. Do końca wojny domowej kazał jednak na pierwszym miejscu wymieniać imiona cesarzowej Anny i cesarza Jana, a dopiero potem swoje i swej żony Ireny, wskazując że nie walczy z prawowitym cesarzem, ale z Apokaukiem. W walce o władzę oparł się, podobnie jak wcześniej Andronik III, na możnowładztwie trackim.

### Wrzenie religijne i społeczne
Jeszcze za panowania Andronika III doszło do gwałtownego sporu między zwolennikami prądu ascetyczno-mistycznego zwanego hezychazmem a ich przeciwnikami. Hezychazm napotkał początkowo na silny opór w łonie greckiego Kościoła. Został uznany dopiero 10 czerwca 1341 na soborze, któremu przewodniczył cesarz Andronik III. W pięć dni później cesarz zmarł. Przeciw hezychazmowi wystąpił wówczas pochodzący z Prilepu Grzegorz Akyndyn. Synod obradujący pod przewodnictwem Kantakuzena w sierpniu 1341 potępił Akyndyna. Konsekwencją zamachu stanu dokonanego przez opozycję w stolicy stało się w następnych miesiącach aresztowanie i ekskomunikowanie przywódcy hezychastów Grzegorza Palamasa przez wrogiego nowej doktrynie patriarchę Kalekasa. W rezultacie zwolennicy hezychazmu skupili się wokół Kantakuzena, a jego przeciwnicy wokół cesarzowej Anny i patriarchy.
Pogłębiający się kryzys gospodarczy doprowadził też do zaostrzenia napięć społecznych. Majątki ziemskie jak i fortuny miejskie skoncentrowane były w rękach niewielkiej grupy arystokratów. Ponieważ zasadniczo popierała ona Kantakuzena, Aleksy Apokauk wsparł zubożałe masy ludowe, podniecając ich nienawiść do arystokracji. Powstanie ludowe przeciw arystokracji wybuchło najpierw w Adrianopolu i w krótkim czasie objęło inne miasta w Tracji. Wszędzie mordowano arystokratów, zwolenników Kantakuzena. W 1342 powstanie ludowe kierowane przez stronnictwo zelotów doprowadziło do wypędzenia z Tesaloniki stronników Kantakuzena na czele z namiestnikiem Synadenem. Na przeciąg 7 lat Tesalonika znalazła się pod władzą zelotów uznających zwierzchnictwo cesarza w Konstantynopolu i jego namiestnika współdziałającego z przywództwem stronnictwa.

### Przesilenie
Na obszarze od Konstantynopola do Tesaloniki władza arystokracji została złamana. Część stronników Kantakuzena z obawy o swe życie i majątki przeszła na stronę Paleologów. Kantakuzen na czele 2000 ludzi przeszedł granicę serbską i poprosił o pomoc króla Stefana Duszana. W lipcu 1342 został z wielkimi honorami przyjęty przez królewską parę w Prisztinie. Układy z królem i możnowładztwem serbskim doprowadziły do zawarcia sojuszu przeciw Paleologom. Podjęte w jego wyniku próby zdobycia Seres w 1342 i 1343 zakończyły się niepowodzeniem, a siły Kantakuzena zmalały w tym czasie do 500 ludzi.
W krytycznym dla niego momencie uznała Kantakuzena cesarzem Tesalia – kraj wielkich posiadaczy ziemskich, w którego przyłączeniu do cesarstwa Kantakuzen miał spory udział i o który zawsze dbał. Rządy nad nią antycesarz powierzył swemu krewnemu Janowi Angelosowi. Ten w krótkim czasie rozciągnął swą władzę na Epir, Akarnanię i Etolię oraz na katalońskie posiadłości w Tesalii. Choć uznawał zwierzchność Kantakuzena, sprawował niemal niezależną władzę na podległych mu terenach.
Sukces Kantakuzena doprowadził do rozpadu sojuszu z królem serbskim, który nie był zainteresowany wzmacnianiem pozycji pretendenta do tronu bizantyńskiego i nawiązał kontakt z regencją w Konstantynopolu. Przymierze zostało potwierdzone zaręczynami młodego syna króla serbskiego z siostrą cesarza Jana. W tej sytuacji Kantakuzen uciekł się do pomocy Turków seldżuckich, z którymi bliskie stosunki łączyły go już za panowania Andronika III. Wspólnie z emirem Aydinu Umurem pod koniec 1342 obległ Tesalonikę, a wobec niepowodzenia tego przedsięwzięcia rozpoczął systematyczny podbój Tracji. Wczesną jesienią 1343 zdobył Didymotykę, sukces ten okupić jednak musiał bezlitosnym rabunkiem miasta przez Turków.
Oprócz poparcia Duszana, który w ciągu 1343 zdobył Wodenę, Kastorię i Lerinę i dokończył podboju Albanii, regencja pozyskała również cara bułgarskiego Iwana Aleksandra, który, mimo przekazania mu twierdz w górnym biegu Maricy, Filipopola i Stanimachu, nie udzielił Konstantynopolowi żadnej pomocy. Sukcesem regencji było też pozyskanie dotychczasowego sprzymierzeńca Kantakuzena i Umura, bułgarskiego hajduka Momczyła, który utworzył niezależne państwo w południowych Rodopach. Obdarzony przez Kantakuzena tytułem sebastokratora, a despoty przez cesarzową Annę, został w 1345 pokonany przez Umura i na jego rozkaz ścięty.

### Zwycięstwo

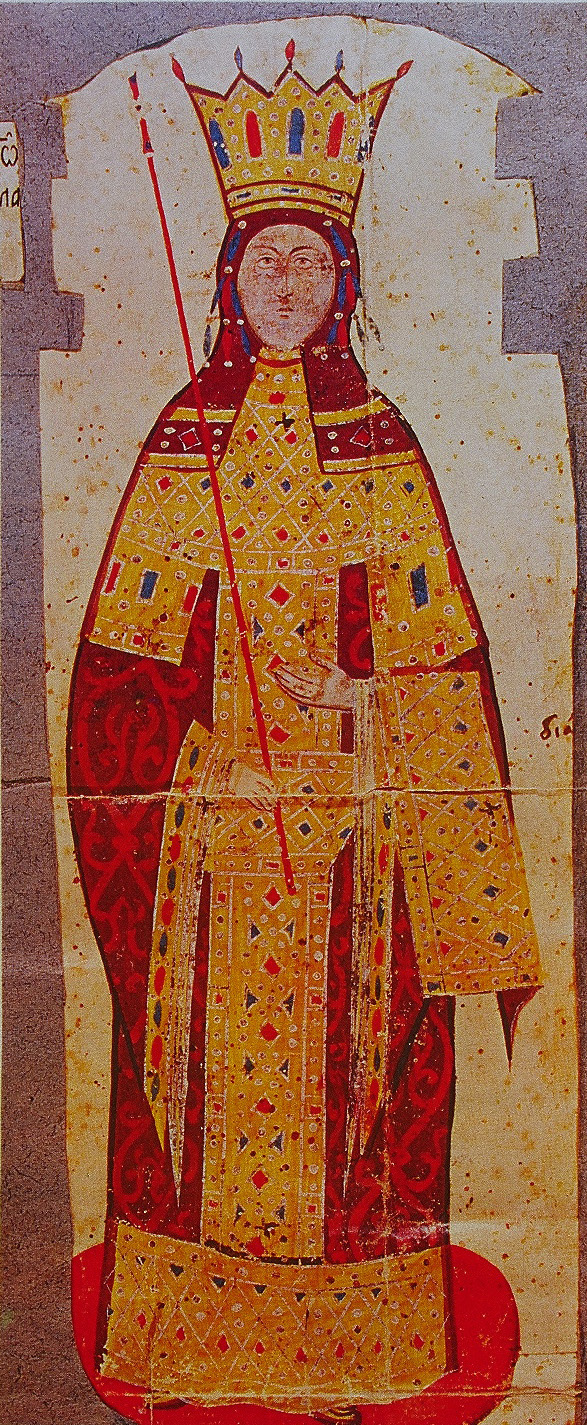
Cesarzowa Anna Sabaudzka

Do lata 1345 cała Tracja znalazła się w ręku Kantakuzena. Regencja poniosła w tym czasie dotkliwą stratę. 11 lipca 1345 podczas inspekcji więzienia, mieszczącego się w pałacu cesarskim, Aleksy Apokauk został napadnięty i zamordowany przez aresztantów. Jego syn Jan Apokauk, który początkowo popierał rządzących w Tesalonice zelotów, poróżnił się z nimi. Zamordował ich przywódcę Michała Paleologa i przejął władzę w mieście. Na wieść o śmierci ojca przeszedł na stronę Kantakuzena. Zeloci pod wodzą Andrzeja Paleologa rozbili siły Apokauka. On sam i jego 100 stronników zostało strąconych z murów cytadeli i zamordowanych. Zeloci przystąpili następnie do ogólnej rozprawy z przedstawicielami warstw wyższych. Ciągnięto ich ulicami jak niewolników na powrozach przywiązanych do szyi. Tu sługa pędził swego pana, a tam niewolnik tego, który go kupił.
Po śmierci Apokauka Kantakuzen, popierany przez najsilniejszy ekonomicznie element społeczny i przez ruch religijny hezychastów, mógł być już pewien zwycięstwa. Wprawdzie w 1344 liga państw chrześcijańskich wypowiedziała wojnę Umurowi i opanowała Smyrnę, odciągając najbliższego sojusznika Kantakuzena od działań w Europie. Ten znalazł sobie jednak jeszcze potężniejszego sprzymierzeńca w osobie sułtana osmańskiego Orchana. W 1346 oddał mu za żonę swą córkę Teodorę. 21 maja 1346 patriarcha Jerozolimy koronował Jana Kantakuzena, w Adrianopolu na cesarza. Terytorium podległe cesarzowej Annie ograniczało się już tylko do okolic stolicy.
Cesarzowej udało się wprawdzie zwerbować 6 tysięcy Seldżuków z emiratu Srukhan. Ci jednak zamiast wyruszyć przeciw Kantakuzenowi najechali Bułgarię, gdzie spodziewali się większych korzyści niż w spustoszonej Tracji. W drodze powrotnej splądrowali okolice Konstantynopola. Cesarzowa, próbując zjednać sobie hezychastów, poleciła odwołać 2 lutego 1347 patriarchę Jana Kalekasa, zwolnić Grzegorza Palamasa i wynieść na stolicę patriarszą jego stronnika Izydora. Były to już jednak ostatnie jej decyzje. 3 lutego garnizon miejski otworzył bramy stolicy przed Kantakuzenem i przeszedł na jego stronę. Cesarzowa musiała zaniechać dalszego oporu. Jej syn Jan został odsunięty od władzy i ożeniony z córką Kantakuzena, Heleną.

## Cesarz

### Objęcie władzy
13 maja 1347 odbyła się uroczysta koronacja Kantakuzena w stolicy, bowiem tylko przyjęcie korony z rąk patriarchy Konstantynopola uchodziło za pełną i niezaprzeczalną koronację cesarską. W celu zalegalizowania tego aktu Kantakuzen został uznany „duchowym bratem” zmarłego cesarza Andronika III i „wspólnym ojcem” zarówno Jana V jak i swoich rodzonych dzieci, stając się w ten sposób głową domu panującego.
Zwycięstwo Kantakuzena położyło na pewien czas kres wojnie domowej. Przez dwa lata opierali się jeszcze zeloci w Tesalonice. Podjęli nawet próby porozumienia się ze Stefanem Duszanem. Ostatecznie Andrzej Paleolog w 1349 zbiegł do Serbii, a jego następca Aleksy Metochita wydał miasto Kantakuzenowi. W 1350 Jan VI uroczyście wkroczył do Tesaloniki. Wraz z nim przybył Grzegorz Palamas mianowany już wcześniej biskupem Tesaloniki.
Objęcie władzy przez Kantakuzena przesądziło o zwycięstwie hezychastów, choć nie zakończyło sporów religijnych. Na czele stronnictwa antyhezachystycznego stanął uczony Nicefor Gregoras. Sobór zwołany w pałacu blacherneńskim w 1351 uroczyście uznał hezychazm za doktrynę ortodoksyjną i obłożył ekskomuniką Barlaama i Akyndyna. Nicefor Gregoras potępiony na soborze usunął się do klasztoru Chora, gdzie kilka lat później zmarł. Grzegorz Palamas wkrótce po śmierci (w 1357 lub 1358) został zaliczony w poczet świętych. Uznanie hezychazmu miało dla cesarstwa znaczenie zarówno religijne, jak i kulturalne. Po okresie latynizacji w XII i XIII wieku doszły do głosu tendencje konserwatywne, wrogie Kościołowi rzymskiemu i kulturze zachodniej. Kantakuzen, chociaż w wielu punktach przeciwny polityce Andronika II, okazał się tutaj jego wiernym uczniem. Spośród hezychastów wyszło wiele znakomitych postaci życia religijnego: wybitny mistyk Mikołaj Kabazylas, kanonista Symeon z Tesaloniki, obrońca ortodoksji Marek Eugenik.

### Konsekwencje wojny domowej na arenie międzynarodowej
Wojna domowa toczona w latach 1341–1347 bardzo poważnie osłabiła pozycję Bizancjum na arenie międzynarodowej. Największe korzyści z wewnętrznego konfliktu w cesarstwie odniósł Stefan Duszan. 25 września 1345 skapitulowało Seres. Pod panowanie serbskie przeszła cała Macedonia z wyjątkiem Tesaloniki. 16 kwietnia 1346 Stefan Duszan został koronowany na cesarza przez nowo powołanego patriarchę serbskiego. Ogłaszając się cesarzem Serbów i Greków, zgłosił tym samym pretensje do objęcia przewodnictwa w tej części Europy po starym cesarstwie greckim. Dwór serbski przeniósł się do Macedonii, skąd Stefan Duszan administrował zdobytymi ziemiami. W 1348 zakończył podbój Epiru i opanował Tesalię. Wprawdzie po odzyskaniu Tesaloniki w 1350 Kantakuzen podjął kontrofensywę w Macedonii i przejściowo opanował Werię i Wodenę, wkrótce jednak ponownie znalazły się one w rękach serbskich.
Wojna domowa przyniosła również straty na morzu. W 1346 Genueńczycy ponownie opanowali Chios, które stało się odtąd główną bazą kompanii Giustinianich. W okresie wojny domowej doszło też do rozproszenia floty bizantyńskiej. Cesarstwo zostało uzależnione na morzu od Genui i Wenecji.

### Sytuacja gospodarcza

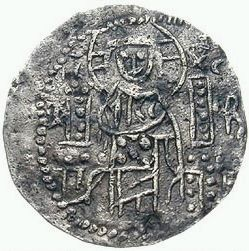
Moneta Jana VI Kantakuzena

Następstwem wojny domowej była także ruina gospodarcza i finansowa państwa. Ludność nie była w stanie płacić podatków, ponieważ wojna uniemożliwiła prowadzenie prac rolnych w głównej obecnie części cesarstwa – Tracji. Kraina ta po krwawych rozruchach społecznych i rabunkach band tureckich przypominała pustynię. Obumierał handel bizantyński. Dochody z komory celnej w Konstantynopolu z trudem sięgały 30 tysięcy hyperpyronów, podczas gdy Genueńczycy w Galacie gromadzili w ciągu roku 200 tysięcy hyperpyronów. Moneta bizantyńska stale traciła na wartości.
Doszło do załamania budżetu państwa. Rząd w celu pokrycia większych wydatków uciekał się do środków specjalnych: apelował do wspaniałomyślności warstw posiadających lub korzystał z pożyczek i darów z zagranicy. W 1350 wielki książę moskiewski, Siemion Dumny, przysłał pieniądze na odrestaurowanie Hagii Sofii. Rząd bizantyński nie tylko przyjął tę pobożną jałmużnę, ale zużył ją na opłacenie tureckich oddziałów posiłkowych. Ubóstwo dało się odczuć nawet w pałacu cesarskim. W czasie uczty wydanej z okazji koronacji Jana VI używano już nie srebrnych i złotych pucharów, ale ołowianych i glinianych kubków. Nikefor Gregoras pisał, że wydatki na utrzymanie dworu wynosiły zaledwie 1/10 dawnych sum przeznaczanych na ten cel.
W 1348 ludność cesarstwa zdziesiątkowała epidemia „czarnej śmierci”, szczególnie mocno dotknęła Konstantynopol.

### Zmiany w administracji państwa
Zniszczeniu uległ również aparat administracyjny. Aby zarządzać coraz mniejszym terytorium państwa, Kantakuzen podzielił władzę nad poszczególnymi jego częściami pomiędzy członków swej rodziny. Władzę nad Moreą przekazał synowi Manuelowi, starszemu Mateuszowi wydzielił niezależne księstwo w Tracji zachodniej od Didymotyki do Chrystopola przy ówczesnej granicy serbskiej. Próbował w ten sposób powściągnąć władzę wielkich panów feudalnych, dla których dynastia panująca stanowiła tylko najpotężniejszą rodzinę magnacką. System wprowadzony przez Kantakuzena przetrwał do końca istnienia cesarstwa.

### Wojny z Genuą
W polityce zewnętrznej Jan Kantakuzen konsekwentnie od początku swej działalności opierał się na przymierzu z Turkami i przeciwdziałał wzrostowi znaczenia Genui na morzu. Po zniszczeniach wojennych podjął się odbudowy floty. Z wielkim trudem udało mu się zebrać z darowizn prywatnych właścicieli 50 tysięcy hyperpyronów, które przeznaczył na budowę floty. Ponieważ 87% dochodów celnych wpływało do kas genueńskich, cesarz obniżył taryfy celne w Konstantynopolu na większość towarów. Ściągnęło to do Bizancjum kupców z pominięciem portu w Galacie. W odpowiedzi Genueńczycy wypowiedzieli wojnę Bizancjum. Wiosną 1349 flota bizantyńska została całkowicie zniszczona, a cesarstwo znalazło się na łasce Genui.
Genueńczycy dążąc do zmonopolizowania handlu na Morzu Czarnym skonfiskowali w następnym roku weneckie okręty handlowe, co doprowadziło do wojny pomiędzy Genuą a sprzymierzoną z Piotrem IV Aragońskim Wenecją. Kantakuzen nie będąc pewny wyniku rywalizacji, początkowo wahał się, ostatecznie przystąpił jednak do sojuszu aragońsko-weneckiego. 13 lutego 1352 doszło do wielkiej bitwy na wodach Bosforu, w której wzięła również udział licząca 14 okrętów flota bizantyńska, zbudowana przy pomocy weneckiej. Bitwa trwała aż do nocy i pozostała nierozstrzygnięta, co pozwoliło obu stronom przypisywać sobie zwycięstwo. Wenecjanie i Aragończycy po bitwie odpłynęli, a Kantakuzen został sam. W trudnej dla siebie sytuacji zdecydował się na zawarcie pokoju z Genuą, która z kolei sprzymierzyła się z Orchanem.

### Ostatnia wojna domowa Kantakuzena
Tymczasem Jan V Paleolog, doszedłszy do pełnoletniości, podjął zabiegi o odzyskanie władzy, której go pozbawiono. Kantakuzen, próbując zapobiec konfliktowi, zręcznym manewrem przekazał mu terytorium w Rodopach zarządzane dotąd przez syna Mateusza, któremu z kolei wydzielił większe księstwo wokół Adrianopola. Porozumienie nie było jednak trwałe. Po zawarciu przez Kantakuzena pokoju z Genuą, wenecjanie w odwecie porozumieli się z Janem V. Paleolog w zamian za pożyczkę w kwocie 2 tysięcy dukatów zobowiązał się przekazać Wenecji wyspę Tenedos. Do zerwania z Kantakzuenem namawiał Jana V również potężny car Serbii. Jesienią 1352 Paleolog, zaopatrzony w pieniądze weneckie, na czele niewielkiej armii najechał terytorium Mateusza Kantakuzena. Bez oporu dotarł do Adrianopola, który otwarł przed nim, jako przed prawowitym cesarzem, swoje bramy. Mateusz zamknął się w cytadeli miejskiej. Jan Kantakuzen przybył na odsiecz z oddziałami tureckimi i opanował sytuację. Miasta, które przeszły na stronę Jana V, zostały wydane na łup Turkom.

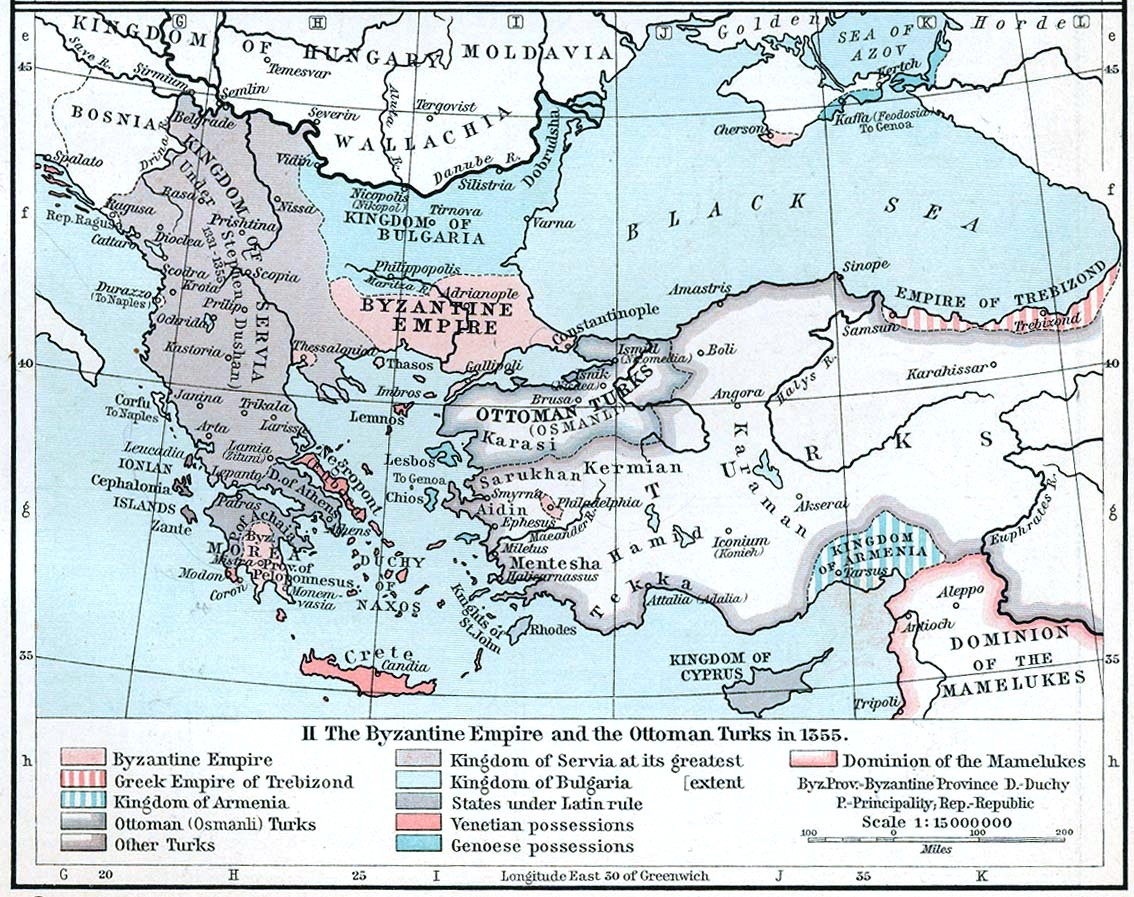
Cesarstwo Bizantyńskie w 1355

Paleolog wezwał wówczas na pomoc Serbów i Bułgarów. Od Stefana Duszana, któremu wysłał jako zakładnika swego brata, despotę Michała, otrzymał 4-tysięczny oddział jazdy. Orchan wsparł jednak Kantakuzena 10 tysiącami wojska, dowodzonego przez jego syna Sulejmana. Przeważające siły tureckie zadecydowały o zwycięstwie. Serbowie i Jan V ponieśli pod Didymotyką druzgocącą klęskę. Bułgarzy wycofali się na wieść o zbliżaniu się Turków.
Po tym zwycięstwie Kantakuzen, przestrzegający dotąd zasad legitymizmu, zdecydował się wzmocnić pozycję swego domu i usunąć prawowitego władcę. W 1353 proklamował współcesarzem i swoim następcą swego syna Mateusza. Zakazał też wymieniania imienia Jana V w liturgii i w aklamacjach podczas oficjalnych uroczystości. Protestujący patriarcha Kalist został przez sobór złożony z urzędu. Jego miejsce zajął Filoteusz, który w 1354 koronował w kościele blacherneńskim młodego cesarza.

### Upadek
Triumf Kantakuzena był krótkotrwały. Przebieg wojny domowej wskazywał, że opinia publiczna cesarstwa przeszła na stronę Paleologów. Wprawdzie Kantakuzenowi udało się pokonać Jana V przy pomocy Turków, pomoc turecka okazała się jednak bronią obosieczną. W marcu 1354, po potężnym trzęsieniu ziemi w rejonie Galipolu, które wypłoszyło stamtąd Bizantyńczyków, Galipol zajął syn Orchana, Sulejman. Kantakuzen bezskutecznie próbował, powołując się na przyjaźń łączącą go z Orchanem, odkupić zajęte miasto za wysoką cenę. W Konstantynopolu ludność ogarnęła panika. Doskonale zdawano sobie bowiem sprawę, że stolica jest odtąd bezpośrednio zagrożona przez Turków. Upadek Kantakuzena był nieunikniony.
Jan V porozumiał się w tym czasie z Genueńczykami. W zamian za przyrzeczenie ręki siostry cesarza Marii i największej wyspy, jaka pozostała cesarstwu – Lesbos, korsarz genueński Francesco Gattilusio zobowiązał się na swoich dwóch galerach przetransportować cesarza do portu w Konstantynopolu. W listopadzie 1354 spiskowcy wylądowali w stolicy. 4 grudnia Kantakuzen abdykował i wstąpił do klasztoru w Konstantynopolu.

## Mnich i pisarz

### Mnich Joazaf

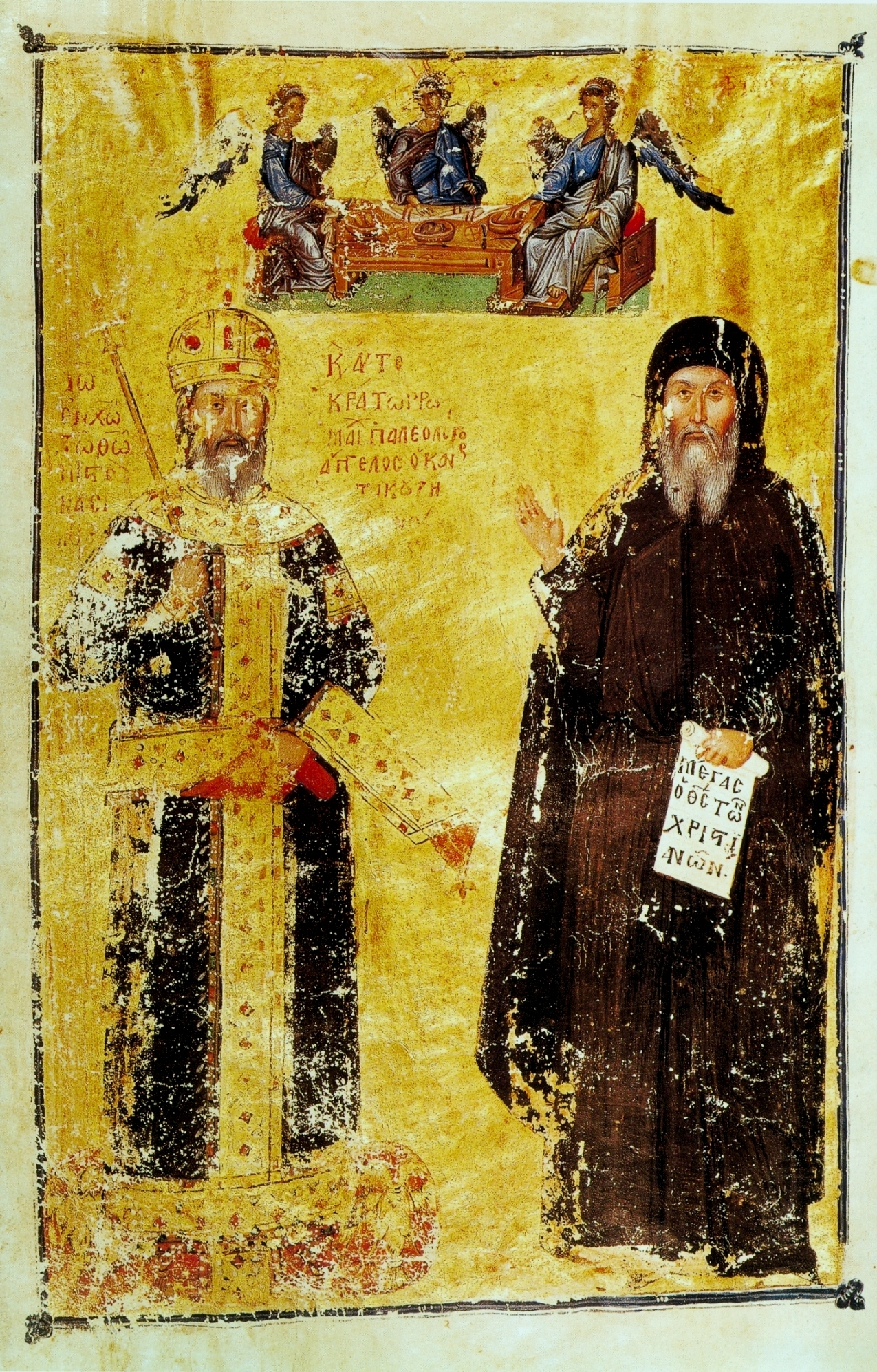
Jan VI Kantakuzen jako cesarz i jako mnich

Po wstąpieniu do klasztoru świętego Jerzego, w położonej we wschodniej części Konstantynopola dzielnicy Mangana, Kantakuzen przyjął imię Joazafa. Wraz z nim znaleźli w tym klasztorze schronienie najbliżsi współpracownicy byłego cesarza: patriarcha Filoteusz, jego minister Demetriusz Kydones i Mikołaj Kabazylas. Z czasem ich drogi się rozeszły. Filoteusz po śmierci patriarchy Kalista powrócił w 1364 na tron patriarszy. Kydones jeszcze w latach służby u boku Kantakuzena opanował łacinę. W klasztorze zagłębił się, zachęcany przez Kantakuzena, w studiach łacińskich teologów, przede wszystkim świętego Tomasza z Akwinu. Przełożył na grekę niektóre jego pisma, co dało Kantakuzenowi możliwość zapoznania się z myślą Akwinaty. Później Kydones wstąpił na służbę Jana V i zaangażował się w sprawę unii Kościołów.
W dwa lata po swej abdykacji Kantakuzen pośredniczył w rozmowach pomiędzy swym synem Mateuszem a cesarzem Janem V. W 1355 obydwaj uznali swoje prawa do tytułu cesarskiego, jednak rok później Mateusz dostał się do niewoli podczas walk z Serbami. Jan V wykupił go wówczas i przewiózł do więzienia na wyspie Lesbos, skąd pod koniec 1357 sprowadził go na rozmowy na leżącą na Morzu Marmara wysepkę Epitabai. Zaproponował tam Mateuszowi, by zrzekł się tytułu cesarskiego i zgodził się na status zwykłego obywatela cesarstwa. Mateusz odmówił. W grudniu 1357 na Epitabai przybył Jan Kantakuzen (jako mnich Joazaf) i udało mu się nakłonić syna do przyjęcia zaproponowanych mu warunków. Mateusz zrzekł się tytułu i pretensji do tronu. Przez następne 4 lata mieszkał w Konstantynopolu. W 1361, podczas kolejnego wybuchu epidemii, Joazaf udał się wraz z nim na Peloponez. Rządzący Moreą Manuel obawiał się, że Mateusz zechce przejąć władzę despoty, ale nie doszło do tego. Joazaf powrócił do Konstantynopola jeszcze w 1362. W kwietniu następnego roku przyjął na audiencji posłów cesarza Trebizondy.
W kilka lat po abdykacji przeniósł się do mniejszego klasztoru Charsianites, zwanego również Teotokos Nea Peribleptos, podarowanego mu gdy był cesarzem. Chociaż poddał się dyscyplinie klasztornej, był traktowany w sposób szczególny. Zamieszkał w pokojach opata, które nie były zwykłą celą mnicha, odpowiednio obszernych, by mogły stanowić godne mieszkanie dla eks-cesarza. Kantakuzen zapłacił za wybudowanie loggi z balkonem i z własnej kieszeni ozdobił wnętrza. Prawdopodobnie tutaj ukończył pisanie czterech ksiąg swoich wspomnień.
Do końca życia tytułowano go cesarzem. Posłowie z Trebizondy w swej relacji mówią o audiencji u cesarza Joazafa Kantakuzena, mnicha. Doroteusz, późniejszy biskup Tesaloniki, cytował dokument, w którym tytułowano go naszym najpobożniejszym cesarzem i panem, mnichem Janem Kantakuzenem. W napisanym około 1371 liście do biskupa Cypru sam Kantakuzen podpisał się: Jan Kantakzuen, prawdziwy cesarz Rzymian i mnich, wskazując, że w sprawach dotyczących sporów z antyhezychastami, nadal ma prawo do tytułu cesarza. Do końca życia nie wyrzekł się też całkowicie udziału w życiu politycznym. Ingerował w większość ważnych decyzji podejmowanych w Konstantynopolu i Morei. Między innymi w czerwcu 1367 prowadził rozmowy z legatem papieskim na temat unii Kościołów, domagając się zwołania w tej sprawie do Konstantynopola soboru powszechnego. Przede wszystkim jednak oddał się pracy pisarskiej na polu historiografii i teologii.

### Twórczość

#### Dzieje

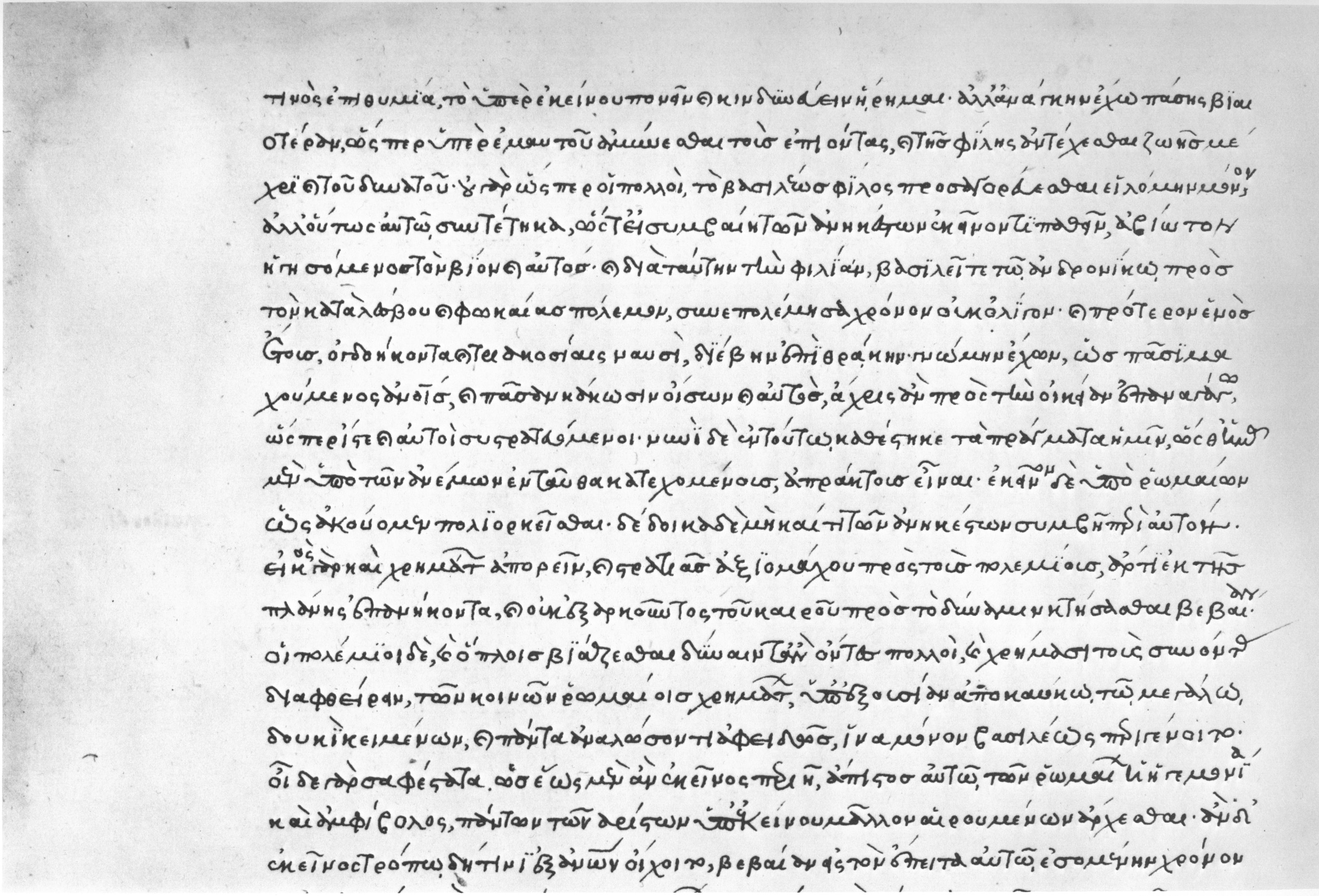
Rękopis Dziejów Jana VI Kantakuzena znajdującego się w Bibliotece Laurenziańskej we Florencji (sygn. Plut. 9,9, fol. 235v)

Głównym dziełem Joazafa są Dzieje (Historiaj) w 4 księgach obejmujące okres od 1320 do 1356, a więc lata jego aktywnej działalności politycznej. Utwór rozpoczyna się wstępem (proojmion) w formie listów pomiędzy Neilosem, którym jest Nil Kabazylas, przyjaciel Kantakuzena, biskup Tesaloniki, a Chrystodulem, pod którym to pseudonimem ukrywa się sam autor. Nil prosi w liście Chrystodula, by opisał wydarzenia, które zaszły w ostatnich latach. Chrystodul wyraża zgodę i zobowiązuje się zachować pełny obiektywizm w przedstawieniu faktów. Dzieje rozpoczyna przedstawienie praw Kantakuzena do tronu. Księga pierwsza zawiera opis walk pomiędzy Andronikiem II i Andronikiem III. W księdze drugiej zostały przedstawione lata panowania Andronika III. W księdze trzeciej autor opisał dzieje wojny domowej do wkroczenia Jana Kantakuzena do Konstantynopola w 1347. Wreszcie w ostatniej księdze przedstawia swoje panowanie i przyczyny abdykacji. Materiał jest podany równomiernie, jedynie księga III jest dwukrotnie obszerniejsza od pozostałych.
Dzieje stanowią osobisty pamiętnik autora i wielką apologię, napisaną przez męża stanu w obronie swoich rządów. Kantakuzen stara się w jak najlepszym świetle przedstawić swoje czyny, pomijając zdarzenia dla niego kłopotliwe. Fakty są na ogół podane zgodnie z prawdą, natomiast interpretacja ma charakter subiektywny. Ponieważ Kantakuzen sam uczestniczył w opisywanych wydarzeniach, a pisząc opierał się tyleż na własnym doświadczeniu, co na sporządzanych codziennie notatkach, dokumentach archiwalnych oraz listach, praca jego ma poważne znaczenie jako źródło historyczne. Jest też wysoko oceniana ze względu na walory literackie. Została napisana potocznym demotykiem, w sposób daleki od sztucznej stylizacji klasycznej, chociaż autor wziął sobie za wzór obrazowania literackiego Wojnę peloponeską Tukidydesa. 
Dzieje Kantakuzena zachowały się w 7 rękopisach z XV-XVI wieku.

#### Inne pisma
Pod zakonnymi imionami Joazafa lub Teodula Kantakuzen napisał też szereg pism polemicznych przeciw judaizmowi i mahometanizmowi, a przede wszystkim przeciw antyhezychastom: Barlaamowi, Akyndynowi i Janowi Kyparissiotesowi. Ku pożytkowi prawosławnych czytelników napisał liczący 9 rozdziałów traktat przeciw Żydom (Ιοάννου Στ' Καντακουζηνου κατα Ίoυδαιων Λόγοι εννέα) oraz obronę chrześcijaństwa przed islamem, podzieloną na 4 rozdziały i 4 mowy przeciw Mahometowi. To drugie pismo oparł na napisanym przez dominikanina Ricoldo da Monte Croce traktacie przeciw Koranowi, który przetłumaczył Demetriusz Kydones. Ponieważ Kantakuzen pozostawał w bliskich związkach z sułtanem osmańskim Orchanem, któremu została poślubiona jego córka Teodora, przypuszcza się, że traktat musiał powstać po 1362 po śmierci Orchana i powrocie Teodory do Konstantynopola. Jakkolwiek sam Kantakuzen stykał się wielokrotnie z Turkami i znał niewątpliwie relację Palamasa, wziętego przez Turków do niewoli w czasie podróży przez Azję Mniejszą w 1355 i zaskoczonego tolerancją okazywaną przez muzułmańskich teologów podbitym ludom chrześcijańskim, w pisanym w odosobnieniu traktacie skupia się wyłącznie na zagrożeniach jakie niesie islam dla wiary chrześcijańskiej.
Do pism hezychastycznych należą przede wszystkim napisane pod pseudonimem mnicha Chrystodula traktaty polemiczne: przeciw napisanemu w 1368/1369 traktatowi Prochora Kydonesa, przeciw mnichowi, matematykowi i astronomowi Izaakowi Argyrosowi, uczniowi Nikefora Gregorasa i przeciw filozofowi Janowi Kyparissiotesowi, przyjacielowi Grzegorza i Demetriusza Kydonesów. Napisał też krótką pracę przeciw heretyckim naukom Barlaama i Grzegorza Akyndyna. Do pism hezychastycznych Kantakuzena należą również traktat o światłach Taboru i boskim świetle Przemienienia, centralnych tematach w doktrynie Palamasa.

## Schyłek życia
Ostatnie lata życia Jan Kantakuzen spędził w Konstantynopolu. Jest możliwe, że około 1370 przebywał w Mistrze u boku swych synów. Demetriusz Kydones wspomina bowiem, że spotkał tam „uczonego cesarza”. W kwietniu 1380 zmarł syn Jana, Manuel. W chwili jego śmierci Jan był uwięziony w Galacie. Zaraza, która rozprzestrzeniła się z Galaty do Konstantynopola, skłoniła go do opuszczenia stolicy i wyjazdu do Mistry. W Mistrze był świadkiem objęcia władzy nad Moreą przez syna Mateusza i jej przekazania w grudniu 1382 Teodorowi Paleologowi. Zmarł 15 czerwca 1383 w Mistrze. Został najprawdopodobniej pochowany w kościele Mądrości Bożej wzniesionym przez syna Manuela.

## Rodzina
Jan Kantakuzen poślubił przed 1320 rokiem Irenę Asaninę wnuczkę cara Iwana Asena III, a córkę despoty Morei Andronika Asena. Z tego małżeństwa urodziło się sześcioro dzieci:
- Mateusz – cesarz bizantyński w latach 1353–1357, despota Morei w latach 1380–1383
- Manuel – despota Morei w latach 1348–1380
- Maria Kantakuzena – latem 1342 poślubiła Nicefora II Orsiniego, despotę Epiru, zdetronizowanego przez ojca i przetrzymywanego w Tesalonice. Została przez niego oddalona w 1356 lub 1357. W 1359 powróciła do Konstantynopola, gdzie zmarła jako mniszka po 1379.
- Teodora – latem 1346 została trzecią żoną sułtana Orchana. Odmówiła przejścia na islam. Po śmierci męża powróciła do Konstantynopola. Była więziona przez cesarza Andronika IV między 1379 a 1381.
- Helena (1333–1396) – 28/29 maja 1347 poślubiła cesarza Jana V Paleologa. Jej ślub miał umocnić kontrolę Jana VI Kantakuzena nad pokonanym rywalem. Była więziona przez cesarza Andronika IV między 1379 a 1381. Zmarła jako mniszka Hypomona 10 grudnia 1396.
- Andronik (1334–1347) – uwięziony w latach 1341–1342 w czasie wojny domowej, zmarł w czasie epidemii w 1347[40].